# 庞雅
庞雅（法語：Panjas）是法国热尔省的一个市镇，位于该省西北部，属于孔东区。该市镇总面积20.01平方公里，2009年时的人口为380人。

## 人口
庞雅人口变化图示